# Komana Pontika
Koordinaten: 40° 21′ 26,6″ N, 36° 38′ 19,3″ O

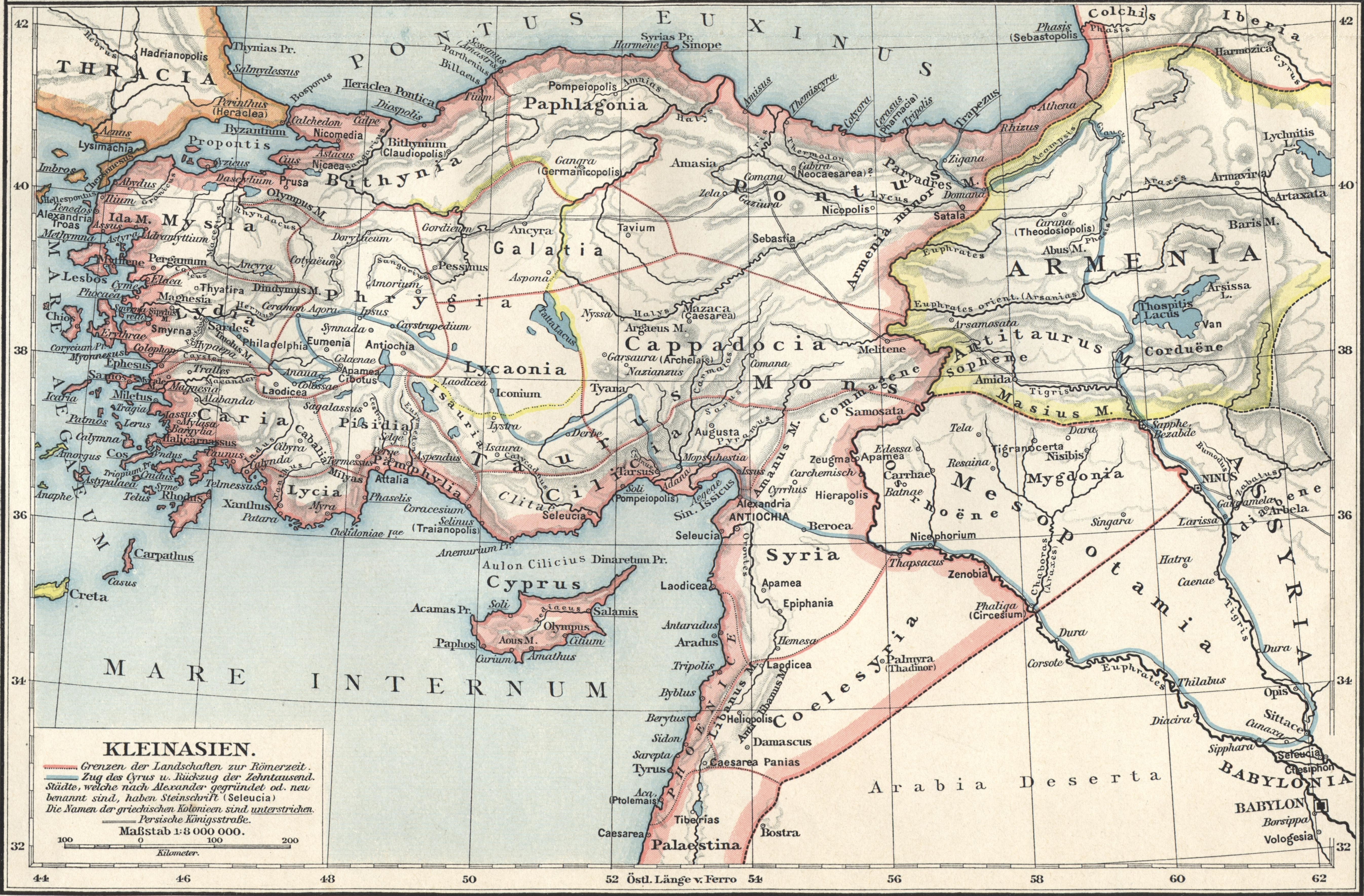
Lage von Comana am Fluss Iris zwischen Amasia und Sebasteia in der Landschaft Pontos im Nordosten des antiken Kleinasiens.

Komana Pontika (altgriechisch Κόμανα Ποντικά; lateinisch Comana Pontica) ist der Name einer antiken Stadt in der kleinasiatischen Landschaft Pontos. Sie lag im Tal des Flusses Iris, der heute den Namen Yeşilırmak trägt, 11 km oberhalb von Tokat an der Straße nach Niksar beim heutigen Dorf Gümenek. In seiner lateinischen Schreibweise Comana Pontica ist es auch der Name eines Titularbistums der katholischen Kirche.
Komana Pontika war wie seine Schwesterstadt Komana in Kappadokien Sitz eines Tempelstaates, dessen Oberpriester im Rang gleich nach dem König von Pontos kam. Die Stadt war ein Zentrum des orgiastischen Kultes der Kriegsgöttin Enyo, die dort Ma genannt wurde. Nach Strabon, unter dessen Vorfahren sich ein Hohepriester von Komana befand, gab es dort mehr als 6000 Tempeldiener (Hierodulen), die für den Priester eines mit weiten Ländereien ausgestatteten Tempels arbeiteten.
Gnaeus Pompeius Magnus vergrößerte den mit einer weitgehenden politischen Souveränität verbundenen Tempelstaat auf einen Umkreis von 600 Stadien (etwa 10 km) und vergab das einträgliche Amt des Hohepriesters von Komana 63 v. Chr. an Archelaos. Dieser Hohepriester Archelaos heiratete später die ägyptische Herrscherin Berenike IV. und wurde dadurch für sechs Monate Pharao von Ägypten. Ihm folgte im Amt des Hohepriesters sein gleichnamiger Sohn, der 47 v. Chr. von Gaius Iulius Caesar im Rahmen einer Neuordnung der politischen Verhältnisse abgesetzt wurde. Sein Sohn, ebenfalls mit dem Namen Archelaos, wurde von Marcus Antonius 36 v. Chr. zum König von Kappadokien ernannt. Anstelle von Archelaos setzte Caesar den Lykomedes als Priesterfürsten ein. Kaiser Augustus setzte um 29 v. Chr. den Räuberhauptmann Kleon ein, der aber nur einen Monat im Amt blieb und durch Dyteutos ersetzt wurde, einen Sohn des galatischen Tetrarchen Adiatorix.
Noch bis in die frühe römische Kaiserzeit unabhängig, wurde Komana 34/5 n. Chr. Teil der Provinz Galatien mit dem Zusatznamen Hierokaisareia. In der Spätantike war Komana Pontika Sitz eines Bistums. Johannes Chrysostomos starb dort auf seinem Rückweg aus dem Exil in Armenien nach Konstantinopel.
Auf dem Siedlungshügel, auf dem der Tempel der Göttin lag, sind außer spärlichen Resten der Befestigungsmauern kaum mehr Bauten auszumachen.
Die Stadt wurde von Hugo Winckler mit dem hethitischen Kummani identifiziert, eine Kultstadt im Lande Kizzuwatna. Nachdem gewiss wurde, dass dieses Land ungefähr dem späteren Kilikien entsprach, wurde die hethitische Stadt mit Komana in Kappadokien gleichgesetzt. Heute wird auch diese Identifizierung hinterfragt und das hethitische Kummanna wird in der kilikischen Ebene und nicht im Taurusgebirge gesucht.